# Стівен Балдас
Стівен Балдас (англ. Steven Baldas; нар. 18 червня 1974) — колишній австралійський тенісист.
Найвищу одиночну позицію світового рейтингу — 490 місце досяг 9 серпня 1993, парну — 265 місце — 23 травня 1994 року.

## Юніорські фінали турнірів Великого шолома

### Парний розряд: 1 (1 перемога)
| Результат | Рік  | Турнір               | Покриття | Партнер       | Суперники                     | Рахунок       |
| --------- | ---- | -------------------- | -------- | ------------- | ----------------------------- | ------------- |
| Перемога  | 1992 | Вімблдонський турнір | Трава    | Скотт Дрейпер | Магеш Бгупаті Ніттен Кірртане | 6–1, 4–6, 9–7 |